# 133753 Teresamullen
133753 Teresamullen este un asteroid din centura principală de asteroizi.

## Descriere
133753 Teresamullen este un asteroid din centura principală de asteroizi. A fost descoperit pe 21 noiembrie 2003 la Junk Bond Observatory de David Healy (astronom). Asteroidul prezintă o orbită caracterizată de o semiaxă mare de 3,15 ua, o excentricitate de 0,17 și o înclinație de 1,9° în raport cu ecliptica.